# Malatestino dall'Occhio
Malatesta o Malatestino (Rimini, ca. 1254-1317), dit dall'Ochio («el borni») va ser un noble italià, senyor de Rimini.

## Biografia
Tercer fill de Malatesta da Verrucchio i de Concordia, va néixer probablement a Rimini vers 1254. Juntament amb el seu germà Gianciotto, és descrit per Dante com un guerrer ambiciós, capaç i despietat. El 1288, amb tota la seva família va ser expulsat de Rimini, però ben aviat van tornar al poder, aprofitant una revolta popular a la ciutat l'abril de 1290.
Ell i el seu germà van lluitar contra els gibelins de Romanya i van reafirmar el control sobre la senyoria de Rimini i van estendre el control sobre altres ciutats adjacents de la regió. Gràcies a això, Malatestino esdevingué de forma intermitent podestà de Cesena entre 1290 i 1317, i de Rimini, atorgada pel seu pare, entre 1301 i 1317. La família Malatesta va refer les relacions amb la Santa Seu per aconseguir reconeixement oficial i mantenir els seus territoris. També va lluitar contra Malatesta da Sogliano, i l'humilià amb l'ajuda del rei de Nàpols, Robert d'Anjou. En succeir el seu pare el 1312, va quedar-se Rimini per a si, i va cedir Cesena al seu nebot Uberto, i Pesaro, Fano i Senigallia al seu germanastre Pandolfo. Al final de la seva vida també va assumir, breument, el càrrec de podestà de Forli.
Va morir a Rimini el 1317, bé a l'abril o l'octubre, i va confiar la podesteria i la defensoria a Pandolf i al seu fill Ferrantino, respectivament.

## A laDivina Comèdia

### Cant XXVIII de l'Infern. Pier da Medicina
En el cant XXVIII  de l'Infern de Dante és un dels cants amb les visions més repugnants i horribles de l’Infern. Ens trobem a la novena fossa de les Malebolge on són els sembradors de discòrdia que trenquen i tallen el cos social, i que, per tant, mereixen anar tallats a trossos eternament a l’Infern. Una ànima diu, girant-se cap a Dante i pregant-li en un to més aviat cortesà, que si ell és qui va conèixer en vida a Itàlia que es recordi de Pier da Medicina,

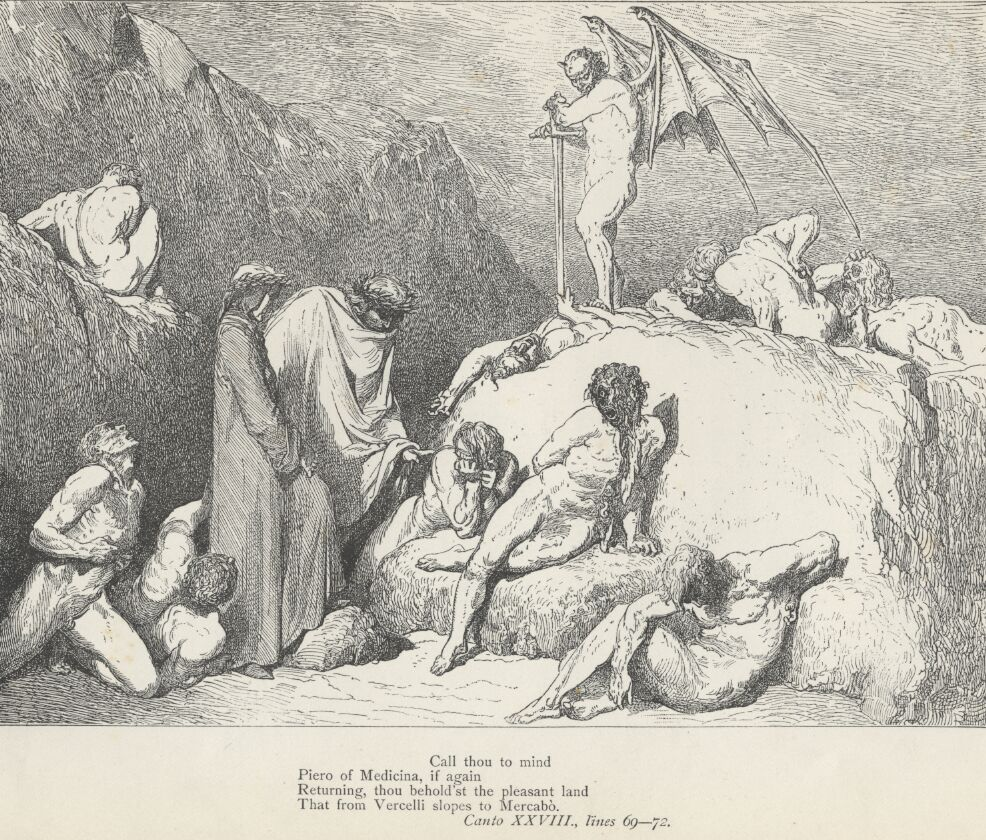
Pier da Medicina en el Cant 28 versos 69-72. Il·lustració de Gustave Doré.

Pier da Medicina parla, i en el seu discurs té un missatge per donar als vius: demana a Dante que expliqui als dos millors de Fano, Guido del Cassero i Angiolello da Carignano, que, si la facultat de predir el futur per part dels condemnats de l'Infern no és mentida, seran llançats al mar des del seu vaixell i ofegats pel mètode de "mazzeratura" (ofegar al condemnat en una bossa tancada i plena de pedres llançada al mar) prop de Cattolica, per la traïció d'un sinistre tirà.
El tirà "Aquell traïdor, que veu amb un ull sol" i que posseeix Rímini és Malatestino dall'Occhio.
Guido del Cassero (...-...) va ser un polític güelf italià. Personatge històric de Fano, ciutat situada a la vora del mar i a trenta milles de Rimini. Dante en el Cant citat, l'ajunta en la bona reputació a Angiolello da Carignano: "I fes saber als dos més grans de Fano, / a misser Guido i també a Angiolello," (lnfern XXVIII, v.: 76) i segons el poeta, junts estan també en la desgràcia.
Aquests fets probablement van succeir durant la segona dècada del segle XIV, i no abans del 1312, de quan, es van fer del tot manifestes i incontenibles les aspiracions dels Malatesta a la seva senyoria sobre Fano.
L'única font d'aquests fets sempre ha estat la història que conta Dante, de la qual s'han donat interpretacions més o menys exactes. El fet que l'única font sigui Dante podria disminuir la credibilitat, però l'“argumentum ex silentio” no és històricament decisiu; a més, es pot suposar que als Malatesta, ara senyors de Fano, no els agradessin els testimonis dels mitjans pels quals havien afirmat el seu domini; i en aquest sentit,  adquireix particular significat, la notícia de l'expulsió de la ciutat dels partidaris de les dues víctimes.
Fins i tot si la precisió de la història té més un gust de revelació, ja que, tractant-se d'un fet greu podria haver passat també que, com en altres casos, el poder de l'interessat (Malatestino dall'Occhio), n'hagi fet desaparèixer, qualsevol menció en els documents.
El relat d’aquests fets tan detalladament, suggereixen que Dante es refereix a un crim realment ocorregut o, almenys, que donava substància a un rumor públic que relacionava la desaparició de Guido i Angiolello amb Malatestino dall'Occhio.

### Cant XXVII de l'Infern. Les condicions polítiques de Romanya
En el cant XXVII de l’Infern, som a la novena fossa de les Malebolge on es troben els consellers fraudulents, ja s'havia mencionat el caràcter dels Malatesta, Dante, a petició d’un condemnat, comença a traçar una imatge actualitzada de la Romanya de l'any 1300, citant cinc ciutats feudals amb un tercet cadascuna. Però primer li diu al condemnat que la Romanya no va estar mai sense guerres en el cor dels seus tirans (així de pejoratiu es mostra Dante amb les naixents signorie), però actualment cap conflicte s'està manifestant clarament.
| «                               | la Romanya teua no està, ni ha estat mai, sense guerra en el cor dels tirans; però ara no n’he deixat cap d’oberta” | » |
| — (Infern Cant XXVII vv. 37-39) | |   |

Després enumera alguns dels tirans locals de la Romanya, els Da Polenta, els Ordelaffi i entre ells Malatesta i Malatestino senyors de Rimini. Quan parla d’ells diu els següent:
| «                                | I els dos mastins, vell i nou, de Verruchio que li donaren mala fi a Montagna, amb les dents xuplen allà on sempre ho fan” | » |
| — (Infern Cant XXVII vv. 46- 48) | |   |

"Els dos mastins, vell i nou,". Aquests mastins són Malatesta de Verrucchio i el seu fill  Malatestino dall'Occhio (pare i germanastre respectivament de Gianciotto i Paolo protagonistes del Cant cinquè de l'Infern), que van matar el cap del bàndol gibel·lí de Rimini Montagna dels Parcitati. Francesco da Buti comentarista de la Comèdia, quasi contemporani de Dante, sobre el tercet dels Malatesta: "I el vell Masti, i nou de Verrucchio; això diu (Dante) de Rimini, que llavors era senyorejat per Messer Malatesta el vell, i Messer Malatestino, jove," "i els anomena mastins; és a dir, gossos, perquè eren homes de gran fortalesa i de condició rapaç," ... "que perforen i devoren els de Rimini amb les dents; això diu, perquè els va dir mastins, per denotar la seva voracitat. Segons Iacopo Alighieri, Malatestino va donar mort amb les seves pròpies mans a Montagna i alguns dels seus.